# Rektor

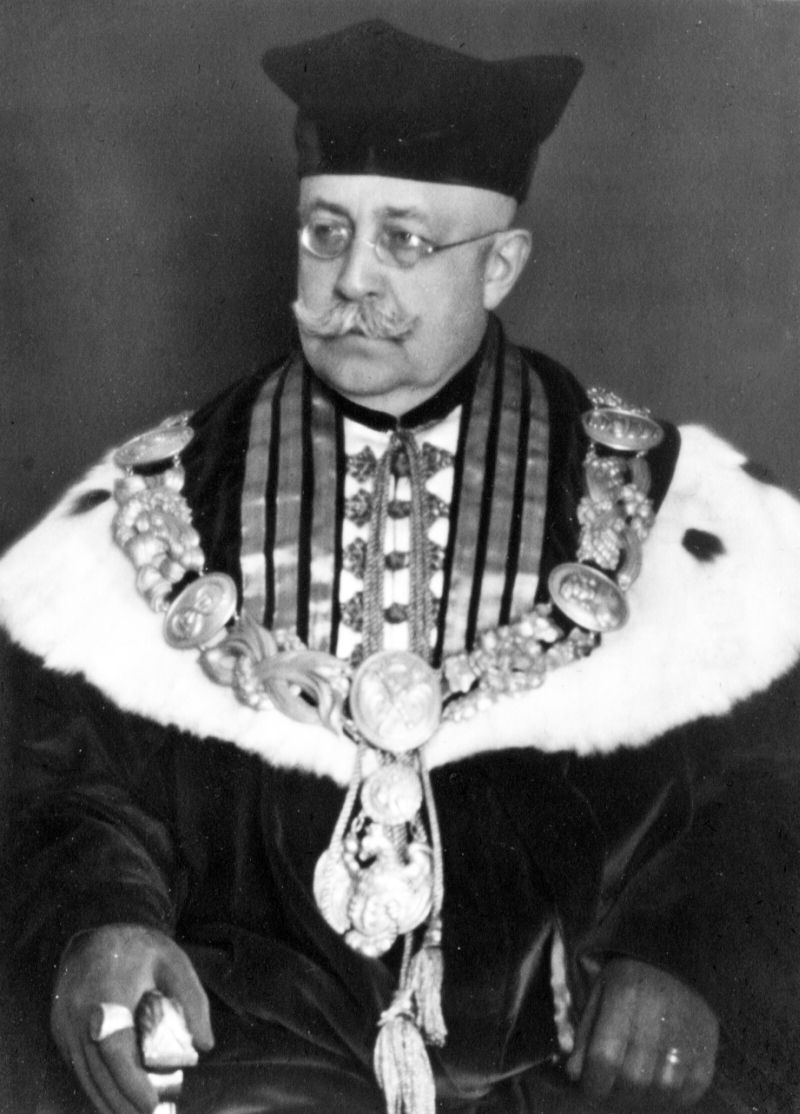
Polski rektor w uroczystym stroju akademickim

Rektor – godność osoby zarządzającej uczelnią. Najczęściej jest to jeden z profesorów tej uczelni.
Wyraz pochodzi od łac. rector – „władca”, „zarządca”; od łac. regere – „rządzić”. Za cesarstwa rzymskiego oznaczał namiestnika podwładnego prefektom, czyli egzarchom. Na przełomie XIX i XX wieku tytuł ten oznaczał zwierzchników niektórych zgromadzeń zakonnych i kościołów oraz przełożonych uniwersytetów, gimnazjów i zakładów naukowych.
Zastępcy rektora nazywani są prorektorami (przedrostek pro oznacza po łacinie „zamiast”, „zastępujący”).

## Funkcja rektora w Polsce
Rektorem uczelni publicznej może być osoba posiadająca co najmniej stopień naukowy doktora, zatrudniona w uczelni jako podstawowym miejscu pracy.
Rektora zwyczajowo tytułuje się Jego/Jej Magnificencja (skrót: JM). W stroju reprezentacyjnym występuje w czerwonym lub purpurowym płaszczu (todze) z gronostajowego lub sobolowego futra (lub jego namiastce), często z berłem oraz ozdobnym łańcuchem z symbolami kierowanej uczelni. Na najstarszej w Polsce politechnice – Politechnice Gdańskiej stroje różnią się i mają charakter skromniejszy, bez ozdób w postaci kołnierza i płaszcza utrzymanego w kolorze purpury. Prorektorzy na oficjalnych uroczystościach ubrani są w taką samą togę, lecz z mniejszą liczbą ozdób (najczęściej bez futra). Tóg nie noszą np. rektorzy uczelni wojskowych i cywilnych szkół kształcących marynarzy – a jedynie mundur odpowiedni do stopnia oficerskiego oraz naszyjnik z symbolami uczelni.
W uczelniach publicznych kadencja rektora od 2008 trwa 4 lata (wcześniej 3 lata) i rozpoczyna się w dniu 1 września w roku wyborów, a kończy w dniu 31 sierpnia w roku, w którym upływa kadencja. Jedna osoba nie może być wybrana do pełnienia funkcji rektora więcej niż dwie następujące po sobie kadencje. W uczelniach niepublicznych sprawy te reguluje statut uczelni.
Do zadań rektora należy:
1. reprezentowanie uczelni,
2. zarządzanie uczelnią,
3. przygotowywanie projektu statutu oraz projektu strategii uczelni,
4. składanie sprawozdania z realizacji strategii uczelni,
5. wykonywanie czynności z zakresu prawa pracy,
6. powoływanie osób do pełnienia funkcji kierowniczych w uczelni i ich odwoływanie,
7. prowadzenie polityki kadrowej w uczelni,
8. tworzenie studiów na określonym kierunku, poziomie i profilu oraz szkół doktorskich,
9. prowadzenie gospodarki finansowej uczelni,
10. zapewnianie wykonywania przepisów obowiązujących w uczelni.